# Album al numero uno della classifica FIMI nel 2020
La presente lista elenca gli album che hanno raggiunto la prima posizione nella classifica settimanale italiana Album, stilata durante il 2020 dalla Federazione Industria Musicale Italiana, in collaborazione con la GfK Retail and Technology Italia. A partire da quest'anno la classifica include anche le compilation che fino al 2019 avevano una classifica separata.
| Settimana    | Settimana    | Album                                            | Artista                               | Settimane consecutive | Settimane totali | Fonte  |
| Inizio       | Fine         | Album                                            | Artista                               | Settimane consecutive | Settimane totali | Fonte  |
| ------------ | ------------ | ------------------------------------------------ | ------------------------------------- | --------------------- | ---------------- | ------ |
| 27 dicembre  | 2 gennaio    | 23 6451                                          | Thasup                                | 2                     | 3                | [ 2 ]  |
| 3 gennaio    | 9 gennaio    | 23 6451                                          | Thasup                                | 2                     | 3                | [ 3 ]  |
| 10 gennaio   | 16 gennaio   | Cip!                                             | Brunori Sas                           | 2                     | 2                | [ 4 ]  |
| 17 gennaio   | 23 gennaio   | Cip!                                             | Brunori Sas                           | 2                     | 2                | [ 5 ]  |
| 24 gennaio   | 30 gennaio   | ReAle                                            | J-Ax                                  | 2                     | 2                | [ 6 ]  |
| 31 gennaio   | 6 febbraio   | ReAle                                            | J-Ax                                  | 2                     | 2                | [ 7 ]  |
| 7 febbraio   | 13 febbraio  | Sanremo 2020                                     | AA.VV.                                | 1                     | 1                | [ 8 ]  |
| 14 febbraio  | 20 febbraio  | Il Fantadisco dei Me contro Te                   | Me contro Te                          | 1                     | 2                | [ 9 ]  |
| 21 febbraio  | 27 febbraio  | DNA                                              | Ghali                                 | 1                     | 3                | [ 10 ] |
| 28 febbraio  | 5 marzo      | Il Fantadisco dei Me contro Te                   | Me contro Te                          | 1                     | 2                | [ 11 ] |
| 6 marzo      | 12 marzo     | GarbAge                                          | Nitro                                 | 1                     | 1                | [ 12 ] |
| 13 marzo     | 19 marzo     | DNA                                              | Ghali                                 | 1                     | 3                | [ 13 ] |
| 20 marzo     | 26 marzo     | After Hours                                      | The Weeknd                            | 1                     | 1                | [ 14 ] |
| 27 marzo     | 2 aprile     | Gigaton                                          | Pearl Jam                             | 1                     | 1                | [ 15 ] |
| 3 aprile     | 9 aprile     | Persona                                          | Marracash                             | 4                     | 4                | [ 16 ] |
| 10 aprile    | 16 aprile    | Persona                                          | Marracash                             | 4                     | 4                | [ 17 ] |
| 17 aprile    | 23 aprile    | Persona                                          | Marracash                             | 4                     | 4                | [ 18 ] |
| 24 aprile    | 30 aprile    | Persona                                          | Marracash                             | 4                     | 4                | [ 19 ] |
| 1º maggio    | 7 maggio     | DNA                                              | Ghali                                 | 1                     | 3                | [ 20 ] |
| 8 maggio     | 14 maggio    | Dark Boys Club                                   | Dark Polo Gang                        | 2                     | 2                | [ 21 ] |
| 15 maggio    | 21 maggio    | Dark Boys Club                                   | Dark Polo Gang                        | 2                     | 2                | [ 22 ] |
| 22 maggio    | 28 maggio    | Elo                                              | DrefGold                              | 1                     | 1                | [ 23 ] |
| 29 maggio    | 4 giugno     | Chromatica                                       | Lady Gaga                             | 1                     | 1                | [ 24 ] |
| 5 giugno     | 11 giugno    | Vita vera mixtape: aspettando la Divina Commedia | Tedua                                 | 1                     | 3                | [ 25 ] |
| 12 giugno    | 18 giugno    | Vita vera mixtape: aspettando la Divina Commedia | Tedua                                 | 1                     | 3                | [ 26 ] |
| 19 giugno    | 25 giugno    | Gemelli                                          | Ernia                                 | 1                     | 1                | [ 27 ] |
| 26 giugno    | 2 luglio     | Mr. Fini                                         | Guè Pequeno                           | 3                     | 6                | [ 28 ] |
| 3 luglio     | 9 luglio     | Mr. Fini                                         | Guè Pequeno                           | 3                     | 6                | [ 29 ] |
| 10 luglio    | 16 luglio    | Mr. Fini                                         | Guè Pequeno                           | 3                     | 6                | [ 30 ] |
| 17 luglio    | 23 luglio    | J                                                | Lazza                                 | 1                     | 1                | [ 31 ] |
| 24 luglio    | 30 luglio    | 1990                                             | Achille Lauro                         | 1                     | 1                | [ 32 ] |
| 31 luglio    | 6 agosto     | Vita vera mixtape: Aspettando la Divina Commedia | Tedua                                 | 1                     | 3                | [ 33 ] |
| 7 agosto     | 13 agosto    | Mr. Fini                                         | Guè Pequeno                           | 3                     | 6                | [ 34 ] |
| 14 agosto    | 20 agosto    | Mr. Fini                                         | Guè Pequeno                           | 3                     | 6                | [ 35 ] |
| 21 agosto    | 27 agosto    | Mr. Fini                                         | Guè Pequeno                           | 3                     | 6                | [ 36 ] |
| 28 agosto    | 3 settembre  | Crepe                                            | Irama                                 | 1                     | 1                | [ 37 ] |
| 4 settembre  | 10 settembre | Buongiorno                                       | Gigi D'Alessio                        | 1                     | 1                | [ 38 ] |
| 11 settembre | 17 settembre | Padre figlio e spirito                           | FSK Satellite                         | 1                     | 1                | [ 39 ] |
| 18 settembre | 24 settembre | 17                                               | Emis Killa e Jake La Furia            | 2                     | 2                | [ 40 ] |
| 25 settembre | 1º ottobre   | 17                                               | Emis Killa e Jake La Furia            | 2                     | 2                | [ 41 ] |
| 2 ottobre    | 8 ottobre    | Bloody Vinyl 3                                   | Slait, Low Kidd, Thasup e Young Miles | 3                     | 3                | [ 42 ] |
| 9 ottobre    | 15 ottobre   | Bloody Vinyl 3                                   | Slait, Low Kidd, Thasup e Young Miles | 3                     | 3                | [ 43 ] |
| 16 ottobre   | 22 ottobre   | Bloody Vinyl 3                                   | Slait, Low Kidd, Thasup e Young Miles | 3                     | 3                | [ 44 ] |
| 23 ottobre   | 29 ottobre   | Letter to You                                    | Bruce Springsteen                     | 1                     | 1                | [ 45 ] |
| 30 ottobre   | 5 novembre   | Zero Settanta - Volume 2                         | Renato Zero                           | 1                     | 1                | [ 46 ] |
| 6 novembre   | 12 novembre  | Accetto miracoli: l'esperienza degli altri       | Tiziano Ferro                         | 1                     | 1                | [ 47 ] |
| 13 novembre  | 19 novembre  | Power Up                                         | AC/DC                                 | 1                     | 1                | [ 48 ] |
| 20 novembre  | 26 novembre  | Famoso                                           | Sfera Ebbasta                         | 2                     | 3                | [ 49 ] |
| 27 novembre  | 3 dicembre   | Famoso                                           | Sfera Ebbasta                         | 2                     | 3                | [ 50 ] |
| 4 dicembre   | 10 dicembre  | 7                                                | Luciano Ligabue                       | 3                     | 3                | [ 51 ] |
| 11 dicembre  | 17 dicembre  | 7                                                | Luciano Ligabue                       | 3                     | 3                | [ 52 ] |
| 18 dicembre  | 24 dicembre  | 7                                                | Luciano Ligabue                       | 3                     | 3                | [ 53 ] |
| 25 dicembre  | 31 dicembre  | Famoso                                           | Sfera Ebbasta                         | 1                     | 3                | [ 54 ] |

L'album più venduto del 2020 è risultato Persona di Marracash, il quale è risultato anche quello dal maggior numero di settimane consecutive (quattro) alla prima posizione in classifica.